# Staatliches Hofbräuhaus

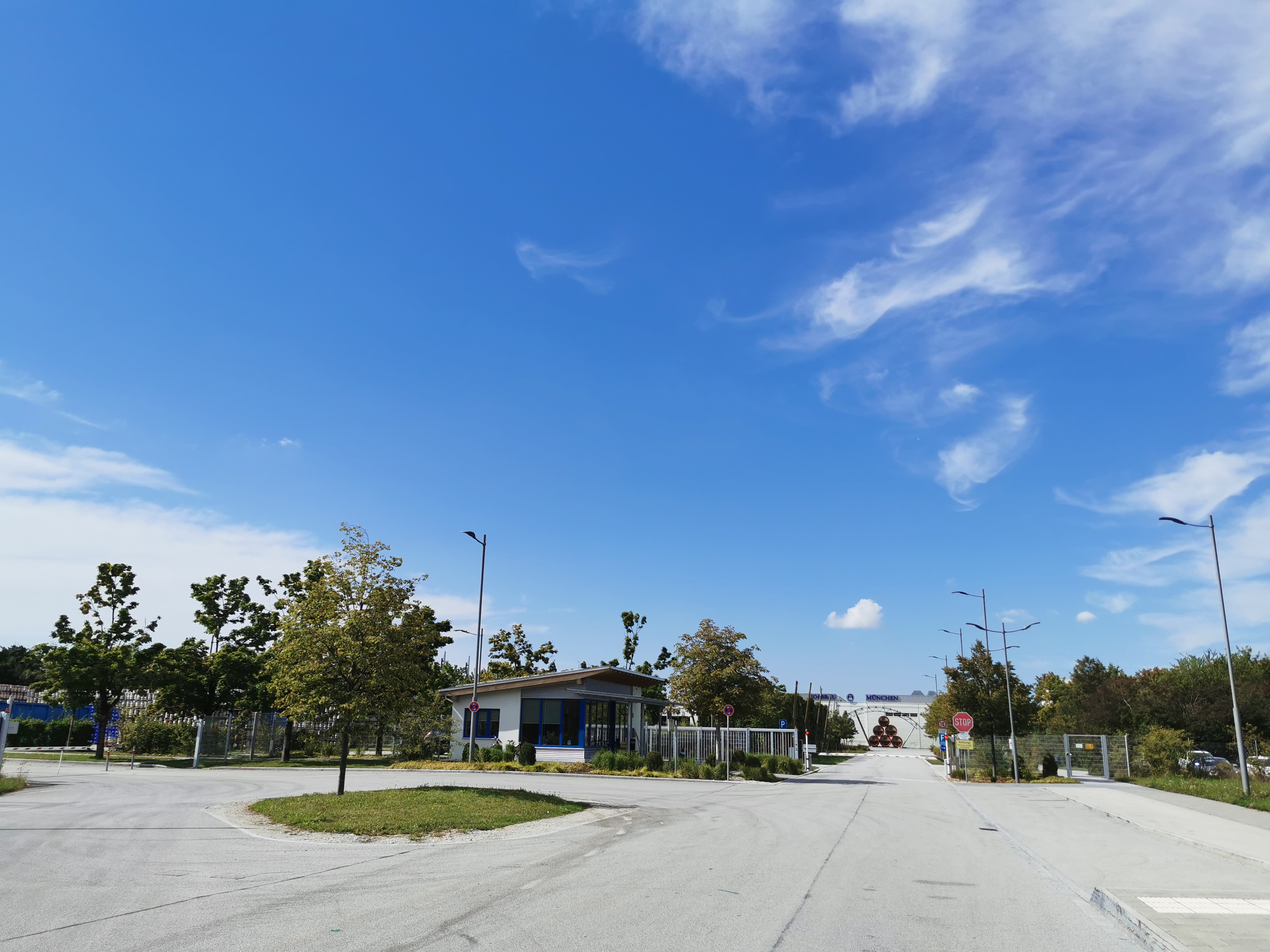
Brauerei in Riem

Die Brauerei Staatliches Hofbräuhaus in München (auch: Hofbräu München) ist ein Staatsbetrieb (Wirtschaftsunternehmen) des Freistaates Bayern mit Sitz in München-Riem (Hofbräuallee 1). Oberste Aufsichtsbehörde ist das Bayerische Staatsministerium der Finanzen und für Heimat.
Die Sortimentsbrauerei stellt ober- und untergärige Biere her, die unter der Dachmarke Hofbräu München vertrieben werden. Das Staatliche Hofbräuhaus produzierte 348.928 Hektoliter Bier im Jahr 2022.
Das Unternehmen ist ferner Eigentümer großer Gastronomieobjekte wie dem „Hofbräuhaus am Platzl“, dem „Hofbräukeller“, dem „Bachmaier Hofbräu“, dem „Hofbräu Obermenzing“, dem „Alten Wirt“ in Moosach, dem Harlachinger Jagdschlössl, alle in München, sowie dem Seehof in Herrsching und dem Münchner Hofbräu in Coburg, die alle verpachtet sind. Als eine von sechs Brauereien schenkt das Staatliche Hofbräuhaus sein Bier auch auf dem Münchner Oktoberfest aus. Das Hofbräu-Festzelt ist eines der größten auf dem Oktoberfest und ebenfalls verpachtet. Als Franchise-Geber verfolgt das Staatliche Hofbräuhaus in München das Ziel, weltweit Hofbräuhäuser zu etablieren.

## Geschichte

Königliches Hofbräuhaus – München (1903; heute Hofbräuhaus am Platzl)

### Gründung des Hofbräuhauses am Alten Hof
Herzog Wilhelm V veranlasste die Errichtung eines eigenen Brauhauses, des Hofbräuhauses. Die Vorbereitungen dazu liefen 1589 auf Hochtouren: Anfang September wurde Heimeran Pongratz, zuvor im Benediktinerkloster von Geisenfeld in der Hallertau beschäftigt, als erster Braumeister des Hofbräuhauses verpflichtet. Am 27. September legte die Hofkammer Herzog Wilhelm den Bauantrag vor. Im Frühjahr 1591 konnten die Bauarbeiten im damaligen Hennen- und Badehaus des „Alten Hofes“ abgeschlossen werden. Der herzogliche Hof in München konnte von nun an mit eigenem Braunbier versorgt werden, nachdem er sich zuvor aus Einbeck hatte beliefern lassen.
Ab Oktober 1602 gab es in München erste Brauversuche mit Weißbier. Zuerst wurde im Tag- und Nachtwechsel mit dem Braunbier in den Räumlichkeiten des alten Hofbräuhauses am Alten Hof gebraut. Durch den schnellen Erfolg wurde bald ein Neubau für ein Weißes Brauhaus notwendig. Im Januar 1607 starteten die Bauarbeiten dafür in der Graggenau an dem Platz, der später „Am Platzl“ genannt werden sollte. Bereits 1661–1665 musste das Weiße Hofbräuhaus wieder umgebaut und erweitert werden.
Ein weiteres Vorrecht, das exklusiv dem Hofbräuhaus zukam und das Maximilian wiederum eine lukrative Einnahmequelle sicherte, war das Bockbier. Der Braumeister Elias Pichler braute 1614 das erste Münchner Bockbier im Hofbräuhaus. Pichler wurde eigens aus Einbeck abgeworben, um ein Bier mit hoher Stammwürze zu brauen, das an den Geschmack des Einbecker Bieres erinnerte. Bis 1818 war es das alleinige Vorrecht des Hofbräuhauses, Bockbier zu brauen.

### Königreich Bayern

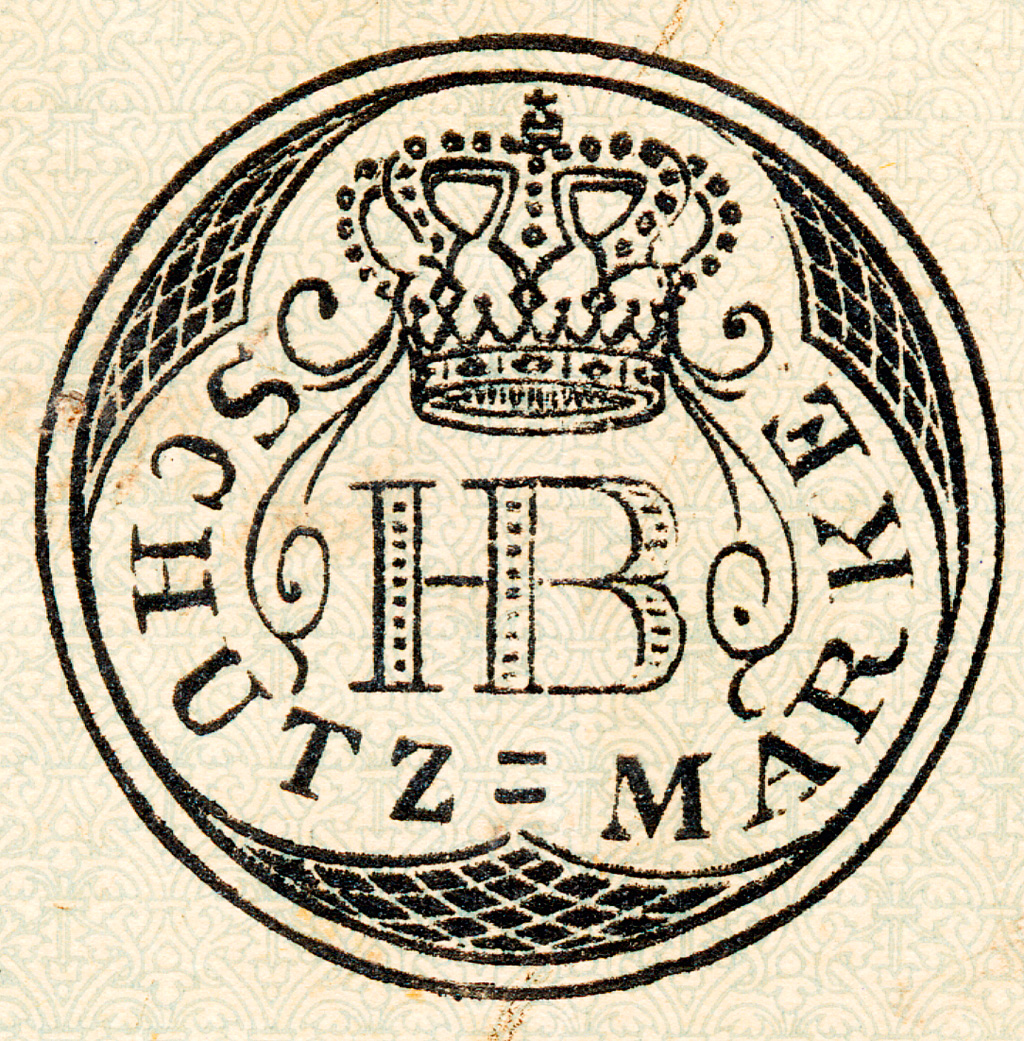
Schutzmarke 1879: HB mit Krone

1806 wurde Bayern Königreich und das Hofbräuhaus „Königliches Hofbräuhaus“.
Ab 1802 wurde im Hofbräuhaus fast ausschließlich Braunbier gebraut. 1808 zog die Braunbierbrauerei schließlich aus Platzgründen vom Alten Hof in die größeren Räume des Weißen Hofbräuhauses am Platzl.
Anfang des 19. Jahrhunderts fanden sich immer mehr Gäste im Hofbräuhaus ein, was den Stadtbrauern und den Münchner Wirten ein Dorn im Auge war. 1815 wurde sogar dagegen geklagt. 1828 verfügte König Ludwig I. den sogenannten „Minuto-Verschleiß“, um die „Gastung“ im Hofbräuhaus selbst einzuführen. Damit war die Bewirtung im Hofbräuhaus gestattet und 1828 begann der heutige Hofbräuhausbetrieb.
Ludwig dankte im Revolutionsjahr 1848 ab und übergab den Thron an seinen Sohn Maximilian. Maximilian II. sah sich weiterhin mit den Klagen der Münchner Privatbrauereien und Wirte wegen des erfolgreichen Hofbräuhauses konfrontiert. Kurzzeitig dachte der König deshalb darüber nach, das Hofbräuhaus zu privatisieren, was allerdings einen Sturm der Entrüstung im Volk hervorrief. 1852 übergab Maximilian II. das Hofbräuhaus daher an den bayerischen Staat.
Unter Ludwig II. ließ der Brauereidirektor Johann Nepomuk Staubwasser 1879 das Hofbräu Markenzeichen HB mit Krone beim Landgericht München anmelden. Kurz darauf erfolgte auch die Anmeldung beim Kaiserlichen Patentamt in Berlin „allein für die Firma Königliches Hofbräuhaus München“.
Ende des 19. Jahrhunderts wurde es eng im Hofbräuhaus. Gaststätte und Brauerei teilten sich die ohnehin beengten Verhältnisse. Prinzregent Luitpold von Bayern beschloss 1893, die Brauerei auszugliedern und an die Innere Wiener Straße im Stadtteil Haidhausen zu verlegen. Am 10. August 1896 konnte der erste Biersud in der neuen Braustätte, dem Hofbräukeller, angesetzt werden. Für das Hofbräuhaus am Platzl gab es andere Pläne. Der junge Chemnitzer Architekt Max Littmann wurde von der königlichen Baubehörde ausgewählt, um das Hofbräuhaus als Bierpalast größer, heller und moderner zu gestalten. Nach einem Jahr Umbau- und Neubauarbeiten wurde das neue Hofbräuhaus im Stil der Neorenaissance am 22. September 1897 feierlich eröffnet. Die von Max Littmann konzipierte äußerliche Form hat es bis heute behalten.

### Erster und Zweiter Weltkrieg
Mit dem Ersten Weltkrieg (1914–1918) begannen schwierige Jahre für das Hofbräuhaus. Die schwierige wirtschaftliche Situation, Exportstopp sowie die Kontingentierung von Getreide und Kohle führten zu einem dramatischen Rückgang der Umsatzzahlen. 1918 wurde im Rahmen der Novemberrevolution die Wittelsbacher Monarchie abgesetzt. Am 8. November 1918 rief Kurt Eisner, Schriftsteller und Journalist, Gründungsmitglied der USPD (Unabhängige Sozialdemokratische Partei Deutschlands), Bayern zum Freistaat aus. Am Palmsonntag, den 13. April 1919 wurde im Festsaal des Hofbräuhauses von Betriebs- und Soldatenräten die Kommunistische Räterepublik ausgerufen.
Knapp ein Jahr später, am 24. Februar 1920, benannte sich ebenfalls im Festsaal des Hofbräuhauses die Deutsche Arbeiterpartei (DAP) in NSDAP (Nationalsozialistische Deutsche Arbeiterpartei) um. Am selben Abend verkündete der damals noch unbekannte Adolf Hitler das Parteiprogramm der NSDAP. Unmittelbar nach dem Machtantritt Hitlers, begannen die Nationalsozialisten ab 1934 jeden 24. Februar an die Parteigründung zu erinnern und den Jahrestag im Hofbräuhaus zu feiern. Dem Maler Hitler diente das Hofbräuhaus bereits in den Jahren vor dem Ersten Weltkrieg als Motiv. Hier fand er auch Käufer für seine Bilder. Am 4. November 1921 fand die sogenannte „Feuertaufe der SA“ im Hofbräuhaus statt. Die Sturmabteilung (SA) traf im Festsaal auf sozialistische Arbeiter, die versuchten die Versammlung zu sprengen. Es kam zu einer Saalschlacht mit Verletzten auf beiden Seiten. Am 25. Februar 1939 schrieb der Sekretär des Führers Martin Bormann an den bayerischen Ministerpräsidenten Ludwig Siebert, dass der Führer Adolf Hitler anordnete, dass das Hofbräuhaus künftig nicht mehr den Zusatz „königlich“ führen dürfte. Die offizielle Bezeichnung sollte vielmehr künftig „Das Hofbräuhaus zu München“ lauten. Das Hofbräuhaus wurde tatsächlich umbenannt, jedoch in „Staatliches Hofbräuhaus“.
Während des Zweiten Weltkrieges von 1939 bis 1945 wurde das Hofbräuhaus durch Luftangriffe fast völlig zerstört. In der Nacht zum 25. April 1944 fielen die ersten Bomben, drei weitere Luftangriffe sollten folgen. Der Betrieb wurde in der Ruine aufrechterhalten. Auch die Brauerei in der Inneren Wiener Straße wurde Ziel der Bombenangriffe. 60 Prozent der Sudstätten wurden dabei zerstört.

### Neuanfang und Wiederaufbau

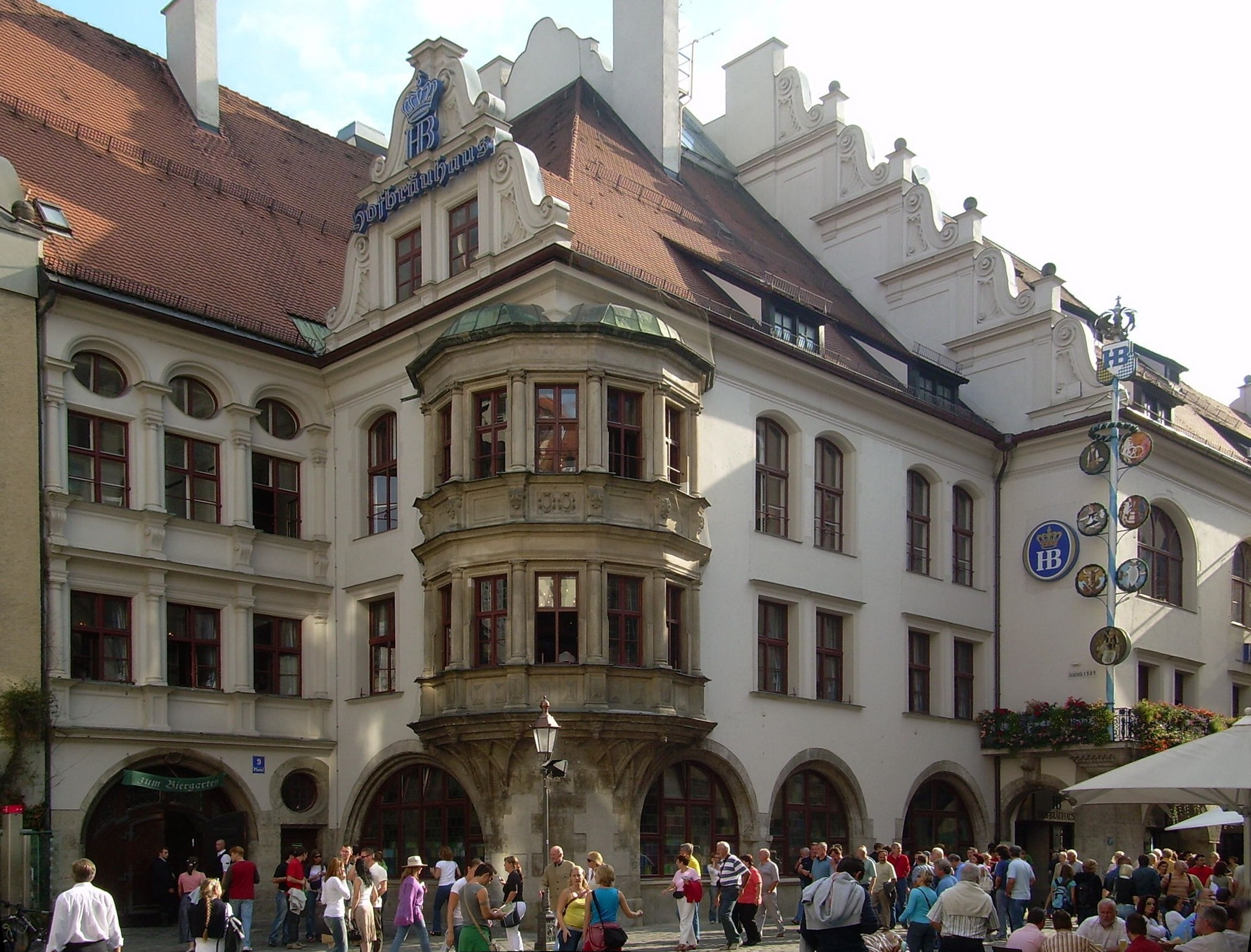
Hofbräuhaus am Platzl

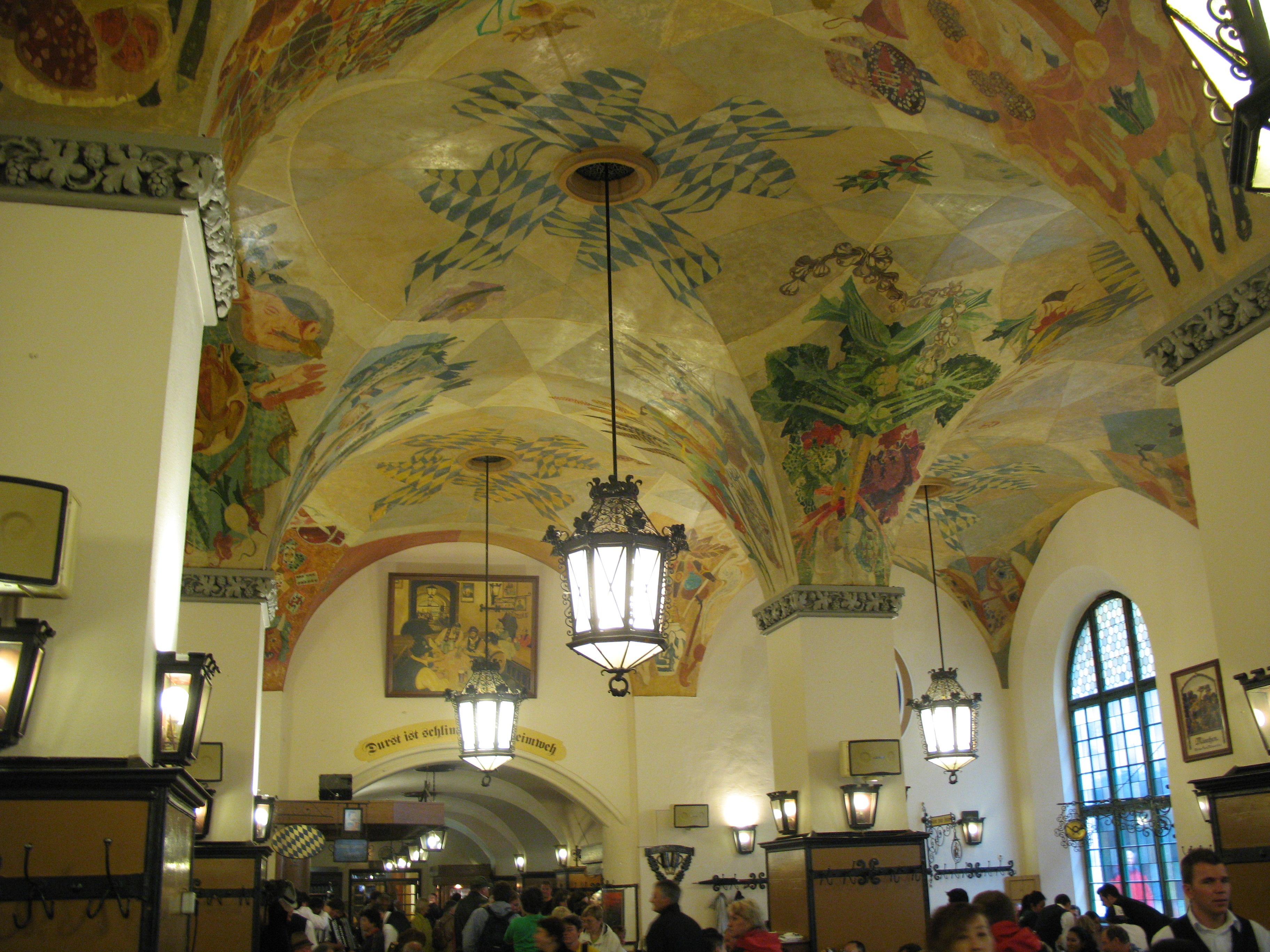
Schwemme im Hofbräuhaus am Platzl

Im Herbst 1945 übernahm Valentin Emmert als erster Wirt nach dem Krieg die Hofbräuhaus-Ruine. Notdürftig flickte er die zerstörten Räume wieder zusammen, so dass der Gastronomie-Betrieb aufrechterhalten werden konnte. Anfangs gab es Dünnbier gegen die Vorlage von Brotmarken, doch bereits 1948, noch vor der Währungsreform, wurde das erste Faschingsfest im Hofbräuhaus mit prominenten Gästen gefeiert, darunter Theodor Heuss, der 1949 der erste Präsident der neu gegründeten Bundesrepublik Deutschland werden sollte.
In den 1950er Jahren begann auch der Wiederaufbau des Hofbräuhaus-Gebäudes. Rechtzeitig zur 800-Jahr-Feier Münchens wurde die Renovierung des Festsaales fertig und der Maibockanstich konnte vor 2000 geladenen Gästen gefeiert werden. Bis das gesamte Hofbräuhaus wiederaufgebaut war, sollte es bis 1965 dauern.
Auch das erste Oktoberfest nach dem Zweiten Weltkrieg konnte bereits 1949 stattfinden. 1950 war ein Meilenstein in der Oktoberfestgeschichte, denn zum ersten Mal eröffnete der Oberbürgermeister der Stadt München, Thomas Wimmer, mit dem Anzapfen des ersten Fasses im Schottenhamel-Zelt auch offiziell das Oktoberfest mit dem legendären „O’zapft is“. 1950 und 1951 wurde mit Steinkrügen und Oktoberfestbier von Hofbräu München angezapft. Die Familie Schottenhamel konnte sich in diesen Jahren nicht mit der Spaten-Brauerei auf den Bierpreis einigen und bezog kurzerhand die benötigte Biermenge vom Hofbräu.
Ab 1952 war Hofbräu auch mit einem eigenen Festzelt auf dem Oktoberfest vertreten. Zum Jahr der Olympischen Sommerspiele in München 1972 wurde auf dem Oktoberfest das neue Hofbräu-Festzelt vorgestellt, die damals größte Festhalle auf der Wiesn. Bei einer Länge von 82 und einer Breite von 62 Metern überdachte sie eine Fläche von 5.084 Quadratmetern, zu denen noch etwas mehr als 2.000 Quadratmeter Biergarten kommen. Sie bot knapp 10.000 Oktoberfest-Besuchern Platz.

### Die moderne Brauerei
In den 1980er Jahren wurde seit fast einhundert Jahren in der Brauerei am Hofbräukeller an der Inneren Wiener Straße in Haidhausen Hofbräu Bier gebraut. Es zeigte sich aber auch deutlich, dass das Gelände der Brauerei zu klein geworden war und auch nicht mehr den technischen Anforderungen für einen modernen Brauereibetrieb entsprach. Pläne dazu, die Brauerei an den Stadtrand zu verlegen, hatte der Freistaat bereits seit Anfang der 1980er Jahre. 1987/88 wurde der neue Betrieb des Staatlichen Hofbräuhauses in München-Riem errichtet. Gerade rechtzeitig, denn ein schwerer Brand am 6. April 1987 in der Mälzerei des Hofbräukellers machte einen schnellen Umzug in den Rohbau erforderlich.
Am 23. November 1988 erfolgte die Einweihung des 76 Millionen Mark teuren Neubaus. Ein eigener Tiefbrunnen zur Brauwassergewinnung, optimale Verkehrsanbindung an Schiene und Straße sowie eine maschinelle Ausstattung auf dem neuesten Stand der Technik machten aus der auf eine Jahreskapazität von 250.000 Hektolitern ausgelegten Hofbräuhaus-Sudstätte eine der modernsten Brauereien Europas. Um die steigende Nachfrage im In- und Ausland befriedigen zu können, musste die Brauerei bereits sieben Jahre nach ihrer Erbauung erweitert werden: Zu den 51 bereits bestehenden Lagertanks kamen im August 1995 vier neue mit einer Gesamtkapazität von 6.720 Hektolitern dazu.
Am 1. September 2000 fand ein Führungswechsel in der Geschäftsleitung statt. Michael Möller löste Albert Riedl als Direktor des Staatlichen Hofbräuhauses ab. 2001 wurde Hofbräu München nach der EG-Öko-Audit-Verordnung (EMAS) zertifiziert. 2003 trat das Unternehmen dem Umweltpakt Bayern bei. 2007 feierte Hofbräu München 400 Jahre Biertradition im Hofbräuhaus am Platzl. 1607 wurde das Hofbräuhaus in der damaligen Graggenau als Weißes Brauhaus an der Stelle gebaut, die heute am Platzl heißt. Zu diesem 400-jährigen Geburtstag überreichte der damalige bayerische Staatsminister der Finanzen, Kurt Faltlhauser, symbolisch die Figurine des Braugehilfen Julius, der bis zum Ende des Zweiten Weltkrieges auf dem Nordgiebel des berühmten Hofbräuhaus-Erkers stand und durch die Bombenangriffe Ende des Zweiten Weltkrieges zerstört wurde. 2008, zum 850. Geburtstag Münchens, kehrte die Statue des Braugehilfen Julius, benannt nach seinem Schöpfer, dem Bildhauer Julius Jordan (1864–1907), nach 60 Jahren wieder an ihren alten Platz zurück. Mit seinen 2,60 Metern Höhe und in leuchtendem Bronzeton ist er von weitem gut zu sehen und macht ein Stück Münchner Geschichte wieder lebendig. 2011 wurde die Brauerei um acht neue Tanks im Gär- und Lagerkeller erweitert und die Braukapazität um zusätzliche 90.000 Hektoliter erhöht.
2013 begann mit dem Bau eines neuen Logistikzentrums das größte bisherige Bauprojekt auf dem Brauereigelände in München-Riem.

## Logo
Das Markenzeichen des Staatlichen Hofbräuhauses „HB mit Krone“ stammt aus der Zeit des Königreich Bayerns, als das Hofbräuhaus unter „Königliches Hofbräuhaus“ firmierte. Bis heute ist „HB mit Krone“ das Unternehmenslogo der Brauerei und wurde über die Jahrzehnte kontinuierlich weiterentwickelt.
Bereits im 19. Jahrhundert war Hofbräubier in Europa bekannt und wurde sogar nach Amerika exportiert. Andere Brauhäuser versuchten diesen Erfolg nachzuahmen und bedienten sich des Markenzeichens des „Königlichen Hofbräuhauses München“. Mit diesen Plagiaten war es vorbei, als das erfolgreiche Signet 1879 zuerst beim Landgericht München und kurz darauf beim Kaiserlichen Patentamt in Berlin angemeldet wurde. Ab diesem Zeitpunkt wurde das Warenzeichen, bestehend aus einer Krone und den Buchstaben „H“ und „B“ zur Schutzmarke erklärt.

## Produkte
Das Staatliche Hofbräuhaus bietet unter der Dachmarke Hofbräu München ober- und untergärige Biere an. Zu den acht Hauptmarken gehören die untergärigen Biere Hofbräu Original, Hofbräu Dunkel und die Saisonspezialitäten Hofbräu Maibock, Münchner Sommer naturtrüb, Hofbräu Oktoberfestbier und Hofbräu Festbier sowie die obergärigen Biere Münchner Weisse und Hofbräu Schwarze Weisse. Der Absatzschwerpunkt der Brauerei liegt zu 82 Prozent bei den untergärigen Sorten. Mit gut 50 Prozent des Absatzes ist Hofbräu Original das meistverkaufte Bier im Sortiment.
Die Biere von Hofbräu München werden deutschlandweit vertrieben und im Getränkefachhandel angeboten. Eine große Bedeutung kommt weiterhin der Belieferung der Gastronomie zu, für die eigenen Sorten wie Hofbräu Doppelbock, Hofbräu Winterzwickel, Hofbräu Kristall Weisse, Hofbräu Weisse leicht, Hofbräu Weisse Alkoholfrei, Hofbräu Alkoholfrei und HB Pure gebraut werden. HB Pure ist ein spezielles Helles für die Szenegastronomie und wird in München unter anderem in der Muffathalle und in der Kultfabrik angeboten.
Einmal im Jahr braut Hofbräu München für die Münchner Biermesse „Braukunst Live“ ein Craftbier. 2012 war es der zweifach gehopfte Hallodri, 2013 der eiskalt gehopfte Hallodri, 2014 wieder der zweifach gehopfte Hallodri und 2015 der fünffach gehopfte Hallodri.
In Deutschland werden die Biere von Hofbräu München ausschließlich in Mehrweg-Gebinden vertrieben: Mehrwegkasten 20 × 0,5 l und 24 × 0,33 l sowie im Fass zu 30 l und 50 l und Party-Fass zu 30 l. Für große Mengen werden Tanks eingesetzt. Exklusiv zur Belieferung der „Oidn Wiesn“ auf dem Oktoberfest werden 50 l und 100 l Holzfässer bereitgestellt. Einweg-Gebinde wie der Einweg-Karton 20 × 0,5 l und der 6-Pack mit 0,33 l werden nur im Export eingesetzt. Der Großteil der Biere im Export wird über Fässer geliefert.

## Internationale Aktivitäten
Das Auslandsgeschäft wird für die Brauerei zunehmend bedeutender. Die Auslandsabsatzquote hat sich in den letzten Jahren stetig erhöht: 2012 lag sie bei 46 Prozent, 2013 bei 48,3 Prozent und 2014 bei 51 Prozent. 2013 wurden 165.842 Hektoliter Bier und 2014 rund 182.000 Hektoliter exportiert, was einer Absatzmehrung von rund 10 Prozent entspricht. Bei der Internationalisierung profitiert das Hofbräuhaus von der großen Bekanntheit der Marke, die hauptsächlich durch die Verbindung des Hofbräu München Bieres mit dem Hofbräuhaus am Platzl und dem Oktoberfest entstand. Das Auslandsgeschäft hat die drei Säulen Direktexport, Lizenz- und Franchisegeschäft. Hofbräu München exportiert seine Biere in über 40 Länder weltweit. Die derzeit wichtigsten Exportmärkte sind Italien, die USA, Russland, China, Ungarn und Australien. Im Export werden im Gegensatz zum deutschlandweiten Vertrieb auch Einweg-Gebinde eingesetzt. Der Großteil der Biere im Export wird über Mehrweg-Fässer geliefert.
In Lizenz wird Hofbräu München Bier in China, Ungarn, und USA gebraut. In Ungarn ist die Brauerei Dreher Sörgyárak Rt. in Budapest Lizenznehmer. Seit 1993 besteht die Partnerschaft von Hofbräu München mit der Yanjing-Bier in der ostchinesischen Provinz Shandong, mittlerweile einer der drei großen Brauereien in China. Das Lizenzbier wird nach den Qualitätsvorgaben von Hofbräu München und nach dem Reinheitsgebot gebraut. In den USA sind die Hofbräuhauser, die über integrierte Gasthausbrauerei verfügen, ebenfalls Lizenznehmer.
Seit den 1990er Jahren exportiert die Brauerei im Rahmen eines Franchisegeschäftes das Hofbräuhauskonzept. Bereits 1902 gab es ein Hofbräuhaus in New York, das aber 1923 der Prohibition zum Opfer fiel. Mit der Eröffnung des Hofbräuhauses Dubai 1999 begann die Erfolgsgeschichte des heutigen Franchisegeschäftes. 2003 gelang der Brauerei mit der Gründung des Hofbräuhauses Newport bei Cincinnati der erneute Sprung in die USA. Nur entsprechend große Objekte, die sich an die Vorgaben für eine typische Münchner Großgastronomie halten, dürfen sich „Hofbräuhaus“ nennen, für kleinere gibt es Bezeichnungen wie Hofbräu Beerhall Miami und Hofbräu Beergarden Panama City Beach, die 2007 bzw. 2008 eröffnet wurden. Auch in Europa gibt es Franchise-partner dieser Art: 2012 wurde Hofbräu zum Lindwurm in Klagenfurt eröffnet, Hofbräu zum Rathaus in Wien 2014 und Hofbräu zur Frauenkirche in Dresden 2015. Aktuell hat die Brauerei mit dem Hofbräuhaus am Platzl in München elf Hofbräuhäuser auf drei Kontinenten.

### Geschichte der Internationalisierung
1987 wurde die erste Lizenz für Hofbräubier an die südenglische Brauerei Hall & Woodhouse vergeben. 1989 kam die finnische Brauerei Olvi Oy dazu, 1993 die ungarische Brauerei Kanizsa, die 1994 von den South African Breweries (SAB) übernommen wurde. Einen weiteren Partner fand Hofbräu München 1994 in der bayerischen Schwesterprovinz Shandong in China mit der Brauerei Laizhou. 1988 eröffnete in Tokyo, Japan, das erste von Hofbräu München lizenzierte Hofbräuhaus-Restaurant. 1995 entstand ein weiteres Hofbräuhaus im österreichischen Rattenberg. 1996 wurde am Flughafen in Bangkok in Thailand eine HB-Gasthausbrauerei eröffnet. Mit der Eröffnung des Hofbräuhauses Dubai 1999 begann die Erfolgsgeschichte des heutigen Franchisegeschäftes. 2003 gelang der Brauerei mit der Gründung des Hofbräuhauses Newport in Kentucky der Sprung in die USA. Ebenfalls 2003 fasste Hofbräu München mit dem Hofbräuhaus Jiangyin bei Shanghai Fuß in China. 2004 folgten das Hofbräuhaus Las Vegas, 2006 das Hofbräuhaus Seoul, 2007 das Hofbräuhaus Shanghai in Pudong, 2009 das Hofbräuhaus Pittsburgh und 2013 das Hofbräuhaus Chicago. Zuletzt wurde im Jahr 2015 in Saint Petersburg, Florida ein Hofbräuhaus in den USA eröffnet.

### Hofbräuhäuser International
Als Brauerei des Freistaates Bayern darf das Staatliche Hofbräuhaus bei der Investition in Hofbräuhäuser im Ausland keine Risiken eingehen. Beim Franchisegeschäft des Hofbräuhauskonzeptes trägt sämtliche Kosten der Investor vor Ort zuzüglich der Lizenzgebühren für die Verwendung des Markennamens. In einem Handbuch sind alle Voraussetzungen geregelt, die es braucht, um ein Hofbräuhaus zu eröffnen – von der Lage, Größe, Architektur, bis zur Einrichtung, Speisekarte und der Musik. Was aber nicht heißt, dass alle internationalen Hofbräuhäuser eine exakte Kopie des Münchner Originals sind. Weltweit die einzige Nachbildung des Hofbräuhauses am Platzl steht in Las Vegas. Alles Material vom Dachziegel bis zum Stuhl wurde dazu aus Deutschland importiert.
Hofbräuhäuser mit Eröffnungsjahr:
- Hofbräuhaus am Platzl, München, Deutschland, 1607
- Hofbräuhaus Dubai, Vereinigte Arabische Emirate, 1993
- Hofbräuhaus Flughafen Bangkok-Don Mueang, Thailand, 1996 (inzwischen geschlossen)
- Hofbräuhaus Newport, Kentucky, USA, 2003
- Hofbräuhaus Jangying, China, 2003
- Hofbräuhaus Las Vegas, USA, 2004
- Hofbräuhaus Pittsburgh, USA, 2009
- Hofbräuhaus Chicago, USA, 2013
- Hofbräuhaus Cleveland, Ohio, USA, 2014
- Hofbräuhaus Columbus, Ohio, USA, 2014
- Hofbräuhaus St. Petersburg, Florida, USA, 2015
- Hofbräuhaus Belo Horizonte, Brasilien, 2015
- Hofbräuhaus Bad Salzuflen, Deutschland, 2016
- Hofbräuhaus Hannover, Deutschland, 2016 (geschlossen seit 2018[30])
- Hofbräuhaus Bielefeld, Deutschland, 2021[31]
- Hofbräu im Königshof Essen, Essen, Deutschland, geplant für September 2025[32]

Weitere Hofbräuhäuser werden derzeit in St. Petersburg, Russland, und St. Louis, USA, geplant und demnächst eröffnet. Die Versorgung der Hofbräuhäuser mit Bier ist unterschiedlich: Alle Hofbräuhäuser mit Ausnahme von Las Vegas, St. Petersburg (USA) und Dubai haben eine eigene Gasthausbrauerei, in der sie die Sorten Hofbräu Original, Hofbräu Dunkel und Münchner Weisse in Lizenz selbst brauen können. Saisonbiere wie Hofbräu Maibock und Hofbräu Oktoberfestbier werden aus München über den Seeweg importiert.

## Umweltschutz
Die Brauerei ist seit 2001 nach EMAS validiert. Seit April 2003 ist es Mitglied im Umweltpakt Bayern. Seit 2009 beziehen die Betriebsstätten ihren Strom ausschließlich aus Ökostrom der Stadtwerke München, der aus regenerativen Energien wie Wind, Wasser, Photovoltaik und Biomasse gewonnen wird.
Seit 2012 wird der Mehrwegkasten zum deutschlandweiten Vertrieb der Biere aus Recycling-PET hergestellt.